# 1221年
| 千纪： | 2千纪 |
| 世纪： | 12世纪 \| 13世纪 \| 14世纪 |
| 年代： | 1190年代 \| 1200年代 \| 1210年代 \| 1220年代 \| 1230年代 \| 1240年代 \| 1250年代                                                                         |
| 年份： | 1216年 \| 1217年 \| 1218年 \| 1219年 \| 1220年 \| 1221年 \| 1222年 \| 1223年 \| 1224年 \| 1225年 \| 1226年                                               |
| 纪年： | 辛巳年（蛇年）；西夏光定十一年；大理天开十七年；蒙古太祖十六年；金興定五年；南宋嘉定十四年；蒲鲜万奴天泰七年；越南建嘉十一年；日本承久三年；高丽贞祐九年 |

## 大事记
- 亞洲
  - 日本承久之亂，後鳥羽上皇討伐鐮倉幕府失敗。
  - 札蘭丁結集約10萬軍隊，進駐八魯灣川（今阿富汗喀布爾東北），出擊蒙古軍獲勝。
  - 11月，札蘭丁被哲別和速不臺的蒙古軍包圍，在印度河之戰激戰後躍馬渡河，逃入印度。
  - 丘處機出居庸關，抵達撒馬爾罕。
- 欧洲
  - 第五次十字軍東征结束。